# Fort Frederik Hendrik (Nederland)

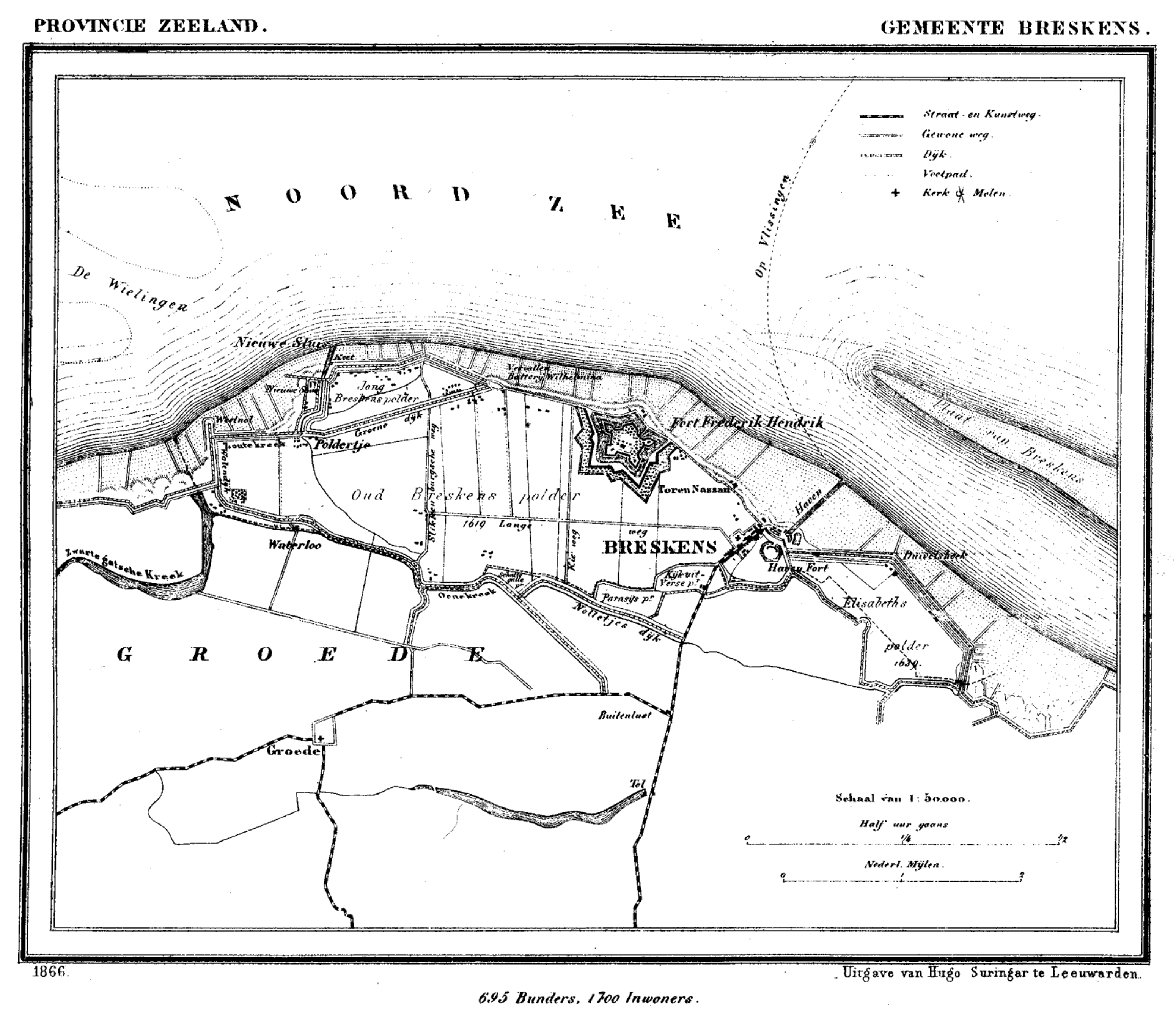
Kaart met het fort in het midden (1866)

Het Fort Frederik Hendrik is een versterking ten westen van Breskens die is aangelegd door Napoleon in 1809 en toen het Fort Impérial werd genoemd. Hij liet ook het kleinere fort Napoléon aanleggen dat twee kilometer verder naar het westen is gelegen. Deze forten waren gericht tegen de Engelsen.

## Geschiedenis
In 1803 werd Antwerpen aangewezen was als marinewerf en arsenaal voor de Franse vloot. Napoleon wilde een goede verdediging van de Westerschelde om een Engelse aanval op Antwerpen te voorkomen. Er kwamen drie kustbatterijen, maar een inspectie in 1808 toonde aan deze batterijen in slechte staat verkeerden.
In 1804 had Napoleon al bevel gegeven een fort te bouwen bij Breskens. Dit fort en Vlissingen, aan de noordzijde van de Westerschelde, zouden een aanval over zee kunnen blokkeren. Het bleef bij plannen, maar in juni 1808 vaardigde Napoleon een decreet uit voor de bouw van een kustbatterij van 30 vuurmonden bij Breskens. Voor de batterij was een garnizoen van 300 man noodzakelijk.
Het eerste plan bestond uit een kustbatterij met gebouwen erachter voor het verblijf van de soldaten en de opslag van buskruit en kanonskogels. Napoleon eiste dat bij de batterij goed verdedigd moest worden en zelfs stand moest houden als de omgeving bezet zou zijn door de vijand. De eerste plannen gingen uit van een trapeziumvormige geschutswal met daarachter een onregelmatig zevenhoekig aardwerk. Binnen het aardwerk waren bomvrije gebouwen ingetekend en het gehele aardwerk werd omringd door een natte gracht. Een sluis zorgde voor een verbinding van de gracht met de Westerschelde. De voorziene bewapening bestond uit 20 stukken van 36 of 24 pond en twaalf mortieren.
Dit ontwerp werd nog diverse malen aangepast, maar in 1811 is het definitieve ontwerp gereed. De batterij is eenvoudig uitgevoerd en er ligt een gracht tussen de batterij en het fort. Het fort is gebastionneerd en aan drie zijden met aarden wallen omgeven, alleen aan de zeezijde ontbreken de wallen, maar hier ligt de batterij. In 1809 wordt het aardwerk al aanbesteed en de bouw van het fort zou zo'n vier jaar duren.
Het Fort Impérial had een vijfhoekig grondplan van 400 bij 600 meter met een bastion op elke hoek en een batterij naar het noorden gericht. Hieromheen lag een contrescarp met drie kleine ravelijnen.
Tussen het fort en Breskens werd door Napoleon ook nog de Caffarellitoren gebouwd. Deze werd na 1814 de Nassautoren genoemd. In 1868 is hij opgeheven en afgebroken. In 1814 kregen beide forten de huidige benamingen, respectievelijk: Fort Frederik Hendrik en Fort Willem I.
Aanvankelijk werden de forten opgeheven, maar in 1830 werden ze opnieuw in gebruik genomen in verband met de Belgische Opstand. Er konden 430 manschappen gelegerd worden en er was een hospitaal en een bakkerij. In 1888 werd het fort opgeheven en werden alle gebouwen ontmanteld. Wat bleef waren de grachten en een deel van de wallen. 
Ook het Havenfort werd in opdracht van Napoleon gebouwd bij de Oude Haven van Breskens. Het werd opgeheven in 1874 en is geheel verdwenen.

## Heden
- Het Fort Frederik Hendrik ligt onmiddellijk ten westen van de veerhaven, bij de aanleg waarvan het oostelijk deel van het fort werd opgeofferd. Tegenwoordig is het fort en de omgeving ervan volgebouwd met recreatiewoningen. De contouren en grachten zijn nog zichtbaar maar de omgeving is enigszins kunstmatig. Tussen 1988 en 1990 werden Deltadijken aangelegd en deze volgen de omtrekken van het fort.
- Op de plaats van de batterijwal heeft de Deltadijk een roodbruine kleur gekregen als verwijzing naar het bakstenen metselwerk.[4] Op de muur zijn, naast een contour van het fort, zijn ook de verschillende benamingen te lezen die het fort had: fort Imperial, fort Frederik Hendrik en Atlantikwall. Aan de landzijde zijn belangrijke momenten uit de geschiedenis van het fort aangegeven.
- Het veel kleinere Fort Willem I is nog enigszins zichtbaar in het landschap.
- Op het noordelijkste lunet van het fort ligt de buurtschap Halve Maantje.